# アスペン島

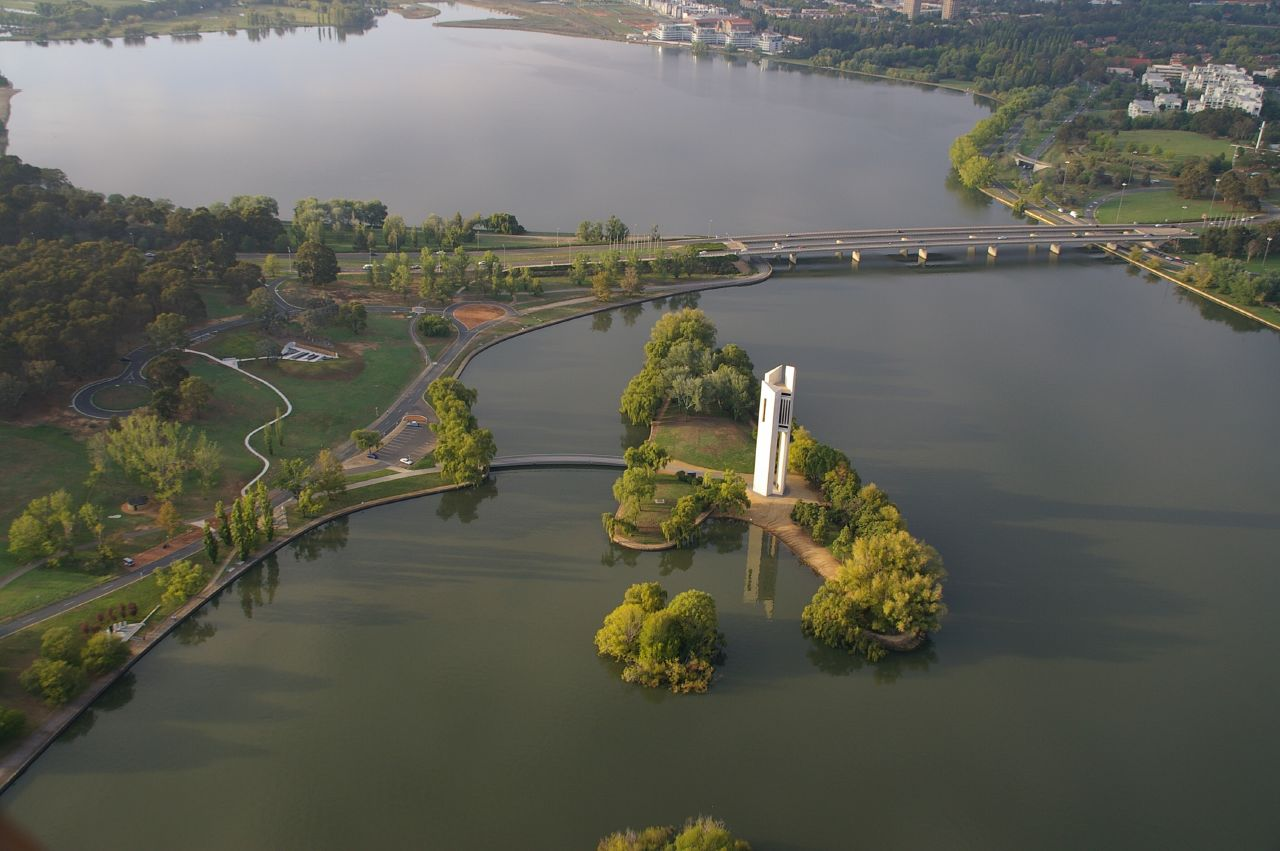
空から撮影した写真。背景にキングスアベニュー橋が写っている。

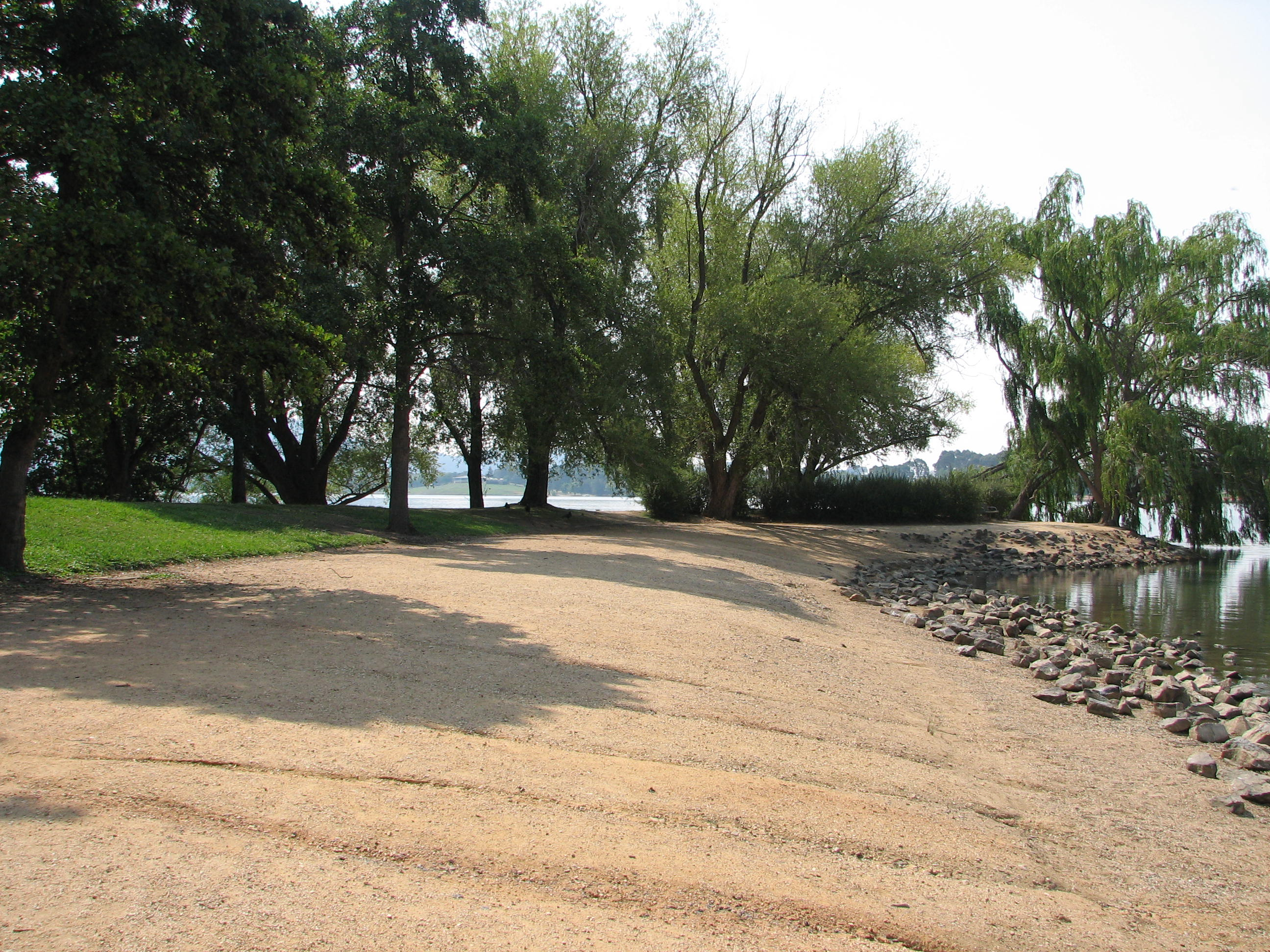
島の北西の端

アスペン島（あすぺんとう、Aspen Island）はオーストラリアACTキャンベラ中央の人工湖バーリー・グリフィン湖の中にある人工島。ナショナルカリヨンが建っている島。
島は落成式を行なったJohn Douglasにちなんで名付けられた橋で湖の外の陸地と結ばれている。